# Racines 2 : Les Nouvelles Générations
Vous pouvez aider à l'améliorer ou bien discuter des problèmes sur sa page de discussion.
- Il ne cite pas suffisamment ses sources. Vous pouvez indiquer les passages à sourcer avec {{référence nécessaire}} ou {{Référence souhaitée}}, et inclure les références utiles en les liant aux notes de bas de page. (Marqué depuis avril 2024)
- Son contenu est rédigé entièrement ou presque à partir d'une seule source. N'hésitez pas à modifier cet article pour améliorer sa vérifiabilité en apportant de nouvelles références dans des notes de bas de page. (Marqué depuis avril 2024)
- Certaines informations devraient être mieux reliées aux sources mentionnées dans la bibliographie ou les liens externes. Améliorez sa vérifiabilité en les associant par des références. (Marqué depuis avril 2024)

- Archive Wikiwix
- Bing
- Cairn
- DuckDuckGo
- E. Universalis
- Gallica
- Google
- G. Books
- G. News
- G. Scholar
- Persée
- Qwant
- (zh) Baidu
- (ru) Yandex
- (wd) trouver des œuvres sur Wikidata

Racines 2 : Les Nouvelles Générations (titre original : Roots : The Next Generations) est une mini-série américaine en sept épisodes, réalisée par John Erman, Charles S. Dubin, Georg Stanford Brown et Lloyd Richards, diffusée entre le 18 et le 25 février 1979. Elle fait suite à la mini-série Racines, diffusée deux ans plus tôt.

## Synopsis
La suite de l'histoire de la famille d'Alex Haley qui s'étend de la fin de la Guerre de Sécession aux années 1960 en passant de l'étape décisive à la reconstruction. Les membres de la famille traversent les grandes périodes dans leur histoire douloureuse, telles que les deux Guerres mondiales ou encore la Grande Dépression des années 1930...

## Distribution
- Debbi Morgan (VF : Françoise Dasque) : Elizabeth Harvey
- Dorian Harewood (VF : Vincent Violette puis Jean-Luc Kayser) : Simon Haley
- Paul Koslo (VF : Jean-Claude Montalban puis Mario Pecqueur) : Earl Crowther
- Stan Shaw (VF : Tola Koukoui) : Will Palmer
- Marc Singer : Andy Warner
- Lynn Hamilton (VF : Claude Chantal puis Tamila Mesbah) : Cousin Georgia Anderson
- Fay Hauser (VF : Maïk Darah) : Carrie Barden
- Irene Cara (VF : Laurence Crouzet puis Martine Meiraghe) : Bertha Palmer Haley
- Ruby Dee (VF : Arlette Thomas) : Queen Haley
- Henry Fonda (VF : Gabriel Cattand) : le colonel Frederick Warner
- Richard Thomas (VF : Thierry Ragueneau) : Jim Warner
- Bevey-Leigh Banfield (VF : Agathe Mélinand) : Cynthia Palmer
- Georg Stanford Brown (VF : Med Hondo) : Tom Harvey
- Olivia de Havilland : Mrs. Warner
- Lynne Moody (VF : Tamila Mesbah) : Irene Harvey
- Marlon Brando (VF : Marcel Guido) : George Lincoln Rockwell
- Robert Culp (VF : Marc Cassot) : Lyle Pettijohn
- Bernie Casey (VF : Richard Darbois) : Bubba Haywood
- Pam Grier : Francey

## Récompenses
Pour son interprétation de George Lincoln Rockwell, Marlon Brando a reçu l'Emmy Award du meilleur acteur dans un second rôle